# Aechmea napoensis
Aechmea napoensis är en gräsväxtart som beskrevs av Lyman Bradford Smith och Michael A. Spencer. Aechmea napoensis ingår i släktet Aechmea och familjen Bromeliaceae. Inga underarter finns listade i Catalogue of Life.